# وضعیت حقوقی چندهمسری
- در هند، مالزی، فیلیپین، سنگاپور، و سری لانکا تنها برای مسلمانان چند همسری قانونی است.
- در نیجریه و آفریقای جنوبی، polygamous marriages under customary law and for Muslims are legally recognized.
- در موریس، اتحادهای چندنفره قانوناً به رسمیت شناخته نمی‌شوند. مردان مسلمان می‌توانند تا چهار زن داشته باشند که از جایگاه قانونی زن برخوردار نیستند.

به‌طور کلی، در بسیاری کشورها، چندهمسری به صورت چندزنی قانونی است. برخی از کشورهای جهان اجازهٔ چندهمسری را نمی‌دهند. در کشورهایی که چندهمسری قانونی نیست، شخصی که با وجود ازدواج قانونی با کسی با شخص دیگری ازدواج کند مرتکب دو همسری می‌شود. در این موارد ازدواج دوم قانوناً بی‌اعتبار و باطل شمرده می‌شود. ممکن است علاوه بر این شخص دچار مجازات‌های دیگر شود.